# Mécanisme de Hoecken
Le mécanisme de Hoecken est un mécanisme à deux barres articulées qui convertit un mouvement de rotation en un mouvement rectiligne approché. Il porte le nom de Karl Hoecken (1874-1962), qui l'a publié en 1926,.
Il consiste en deux barres articulées, la première pivotant autour d'un point fixe et la deuxième étant astreinte à coulisser par un point fixe.
Dans l'exemple ci contre l'extrémité de la barre coulissante passe plus de la moitié du cycle dans la partie quasi rectiligne.
Le mécanisme de Hoecken est un mécanisme apparenté au cheval de Tchebychev.
La courbe obtenue est une conchoïde du cercle décrit par l'extrémité de la première barre, de pôle le point fixe.